# Ivan Hojar
Ivan Hojar (16. února 1926 Velká Bystřice – 1. prosince 1997 Brno), známý též jako Ivan Radko Hojar, byl český herec, jeden z nejvýznamnějších členů Satirického divadla Večerní Brno.

## Životopis
Ivan Hojar se narodil 16. února 1926 ve Velké Bystřici. Hrál v Horáckém divadle v Jihlavě (1947–1949) a následně ve Východočeském divadle v Pardubicích, kde zůstal do roku 1966. Ve zmíněném roce Ivan Hojar přešel do Satirického divadla Večerní Brno, kde zůstal až do odchodu do penze (1989) těsně před zrušením tohoto divadla. Ve Večerním Brně se velmi rychle, podobně jako například Dobroslav Riegel nebo Ladislav Suchánek, stal jedním z hlavních protagonistů divadla.
Ivan Hojar byl také činný v rozhlase a v dabingu, kde svůj charakteristický hlas propůjčoval většinou výrazným vedlejším postavám. Podílel se na dabingu tehdy oblíbeného maďarského seriálu Smolíkovi, kde namluvil několik postav (například vrchní armádní velitel Z). Dále daboval například ve filmech a seriálech: Opičí král, S nasazením života, Dům duchů atd. Několikrát se objevil ve filmu a v televizi, takřka vždy se však jednalo o malé, "neurčité" role typu recepční, hlídač apod.